# Fudbalski Klub Leotar
O FK Leotar Trebinje é um clube de futebol da cidade de Trebinje na Bósnia e Herzegovina. Foi fundado em 1925 e disputa atualmente a Premijer Liga.

## Títulos
Premijer Liga: 2003